# سادي كوري
سادي كوري (بالإنجليزية: Sadie Corré)‏ هي ممثلة بريطانية (وحملت سابقاً جنسية المملكة المتحدة لبريطانيا العظمى وأيرلندا)، ولدت في 31 مايو 1918 في المملكة المتحدة، وتوفيت بنفس المكان في 26 أغسطس 2009.

## وصلات خارجية
- سادي كوري على موقع IMDb (الإنجليزية)
- سادي كوري على موقع قاعدة بيانات الأفلام العربية
- سادي كوري على موقع ألو سيني (الفرنسية)
- سادي كوري على موقع أول موفي (الإنجليزية)
- سادي كوري على موقع قاعدة بيانات الأفلام السويدية (السويدية)
- سادي كوري على موقع قاعدة بيانات الفيلم (الإنجليزية)
- سادي كوري على موقع كينوبويسك (الروسية)